# 鮑馬壯
鮑馬壯（葡萄牙語：Pau Ma Chong，1927年—2018年），澳門運動界聞人，中國澳門排球總會永遠榮譽會長、澳門籃球總會理事會主席、中國澳門體育暨奧林匹克委員會副會長、澳門體育委員會委員、全國人大澳門特别行政區籌委會委員、澳門基本法諮詢委員會委員等。於1993年獲澳葡政府頒授體育勳章和2002年獲澳門特別行政區政府頒授體育功績勳章。年輕時為澳門籃球代表隊代表。
其胞妹鮑笑薇為香港聞人，妹夫曾蔭權為前香港特別行政區行政長官。
鮑馬壯於2018年1月於澳門辭世，終年90歲。